# Jarocin
Jarocin ([jaˈrɔt͡ɕin]) (en alemán: Jarotschin) es una villa en el centro de Polonia con 26.353 habitantes (2016), la capital administrativa del distrito de Jarocin. Desde 1999, Jarocin se encuentra en el Voivodato de Gran Polonia, antes de eso se encontraba en el Voivodato de Kalisz (1975-1998). 
Jarocin es una ciudad histórica, fundada en el siglo XIII y concedida los derechos de la ciudad. El mercado cuenta con un ayuntamiento (o ratusz) construido entre 1799 y 1804, que ahora alberga el Museo Regional de Jarocin. 
La ciudad también se hizo famosa en la década de 1980 gracias al Festival de Jarocin, uno de los primeros festivales de música rock-punk del antiguo Pacto de Varsovia y en Europa. El primer evento fue organizado en 1980.

## Historia
El señorío de Jarocin se mencionó por primera vez en una escritura de 1257 emitida por el duque Boleslao el Piadoso de la Gran Polonia. La ciudad estaba convenientemente ubicada en la intersección de las rutas comerciales de Breslavia a Toruń y de Poznań a Kalisz. 
Jarocin fue anexado por el Reino de Prusia en la Segunda Partición de Polonia de 1793 y administrado dentro de Prusia del Sur. Fue parte del Ducado de Varsovia – durante las guerras napoleónicas, pero fue restaurado a Prusia después. La ciudad fue incluida dentro del Gran Ducado de Posen desde 1815 y la Provincia de Posen desde 1848. Se convirtió en parte del Imperio alemán en 1871. En 1889 se incluyó dentro del recién creado Distrito Jarotschin de la Provincia de Posen. 
Jarocin participó en el Levantamiento de la Gran Polonia (1918-1919) y tuvo el primer consejo de soldados en la provincia de Posen. Posteriormente se incluyó en la Segunda República Polaca. El ministro de Alemania Occidental y exoficial de las SS Waldemar Kraft nació aquí en Brzozów en 1898. 
La ciudad fue anexionada por la Alemania nazi en 1939 durante la Segunda Guerra Mundial y administrada dentro de Reichsgau Wartheland como parte del distrito o condado (kreis) de Jarotschin. Muchos ciudadanos polacos, especialmente judíos, fueron expulsados y reemplazados por alemanes étnicos de los estados bálticos, Volinia y Bukovina. Una prisión de trabajos forzados funcionó en las cercanías desde enero de 1941 hasta enero de 1945. Tras la llegada del Ejército Rojo y el final de la guerra, Jarocin pasó a formar parte de la República Popular de Polonia.

## Galería

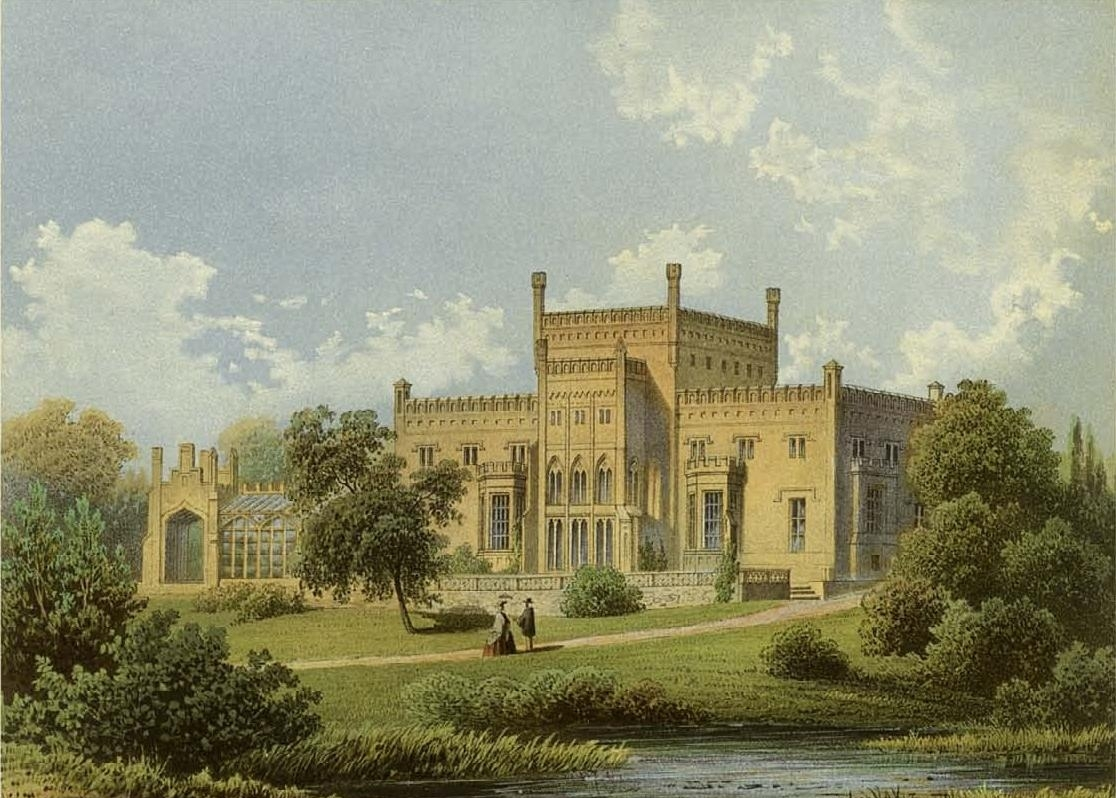
Palacio Radoliński, una representación del siglo XIX.
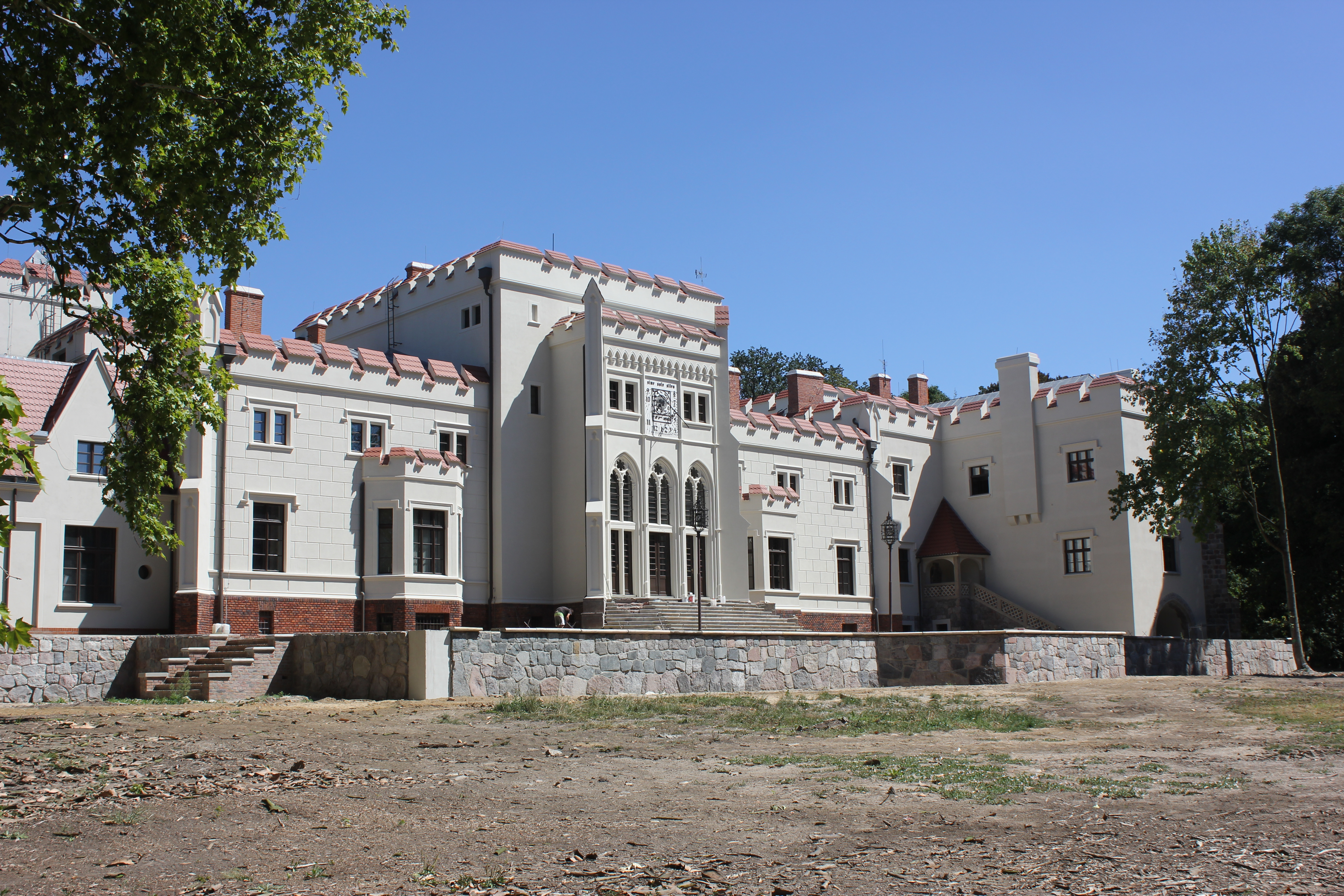
Palacio Radoliński hoy.
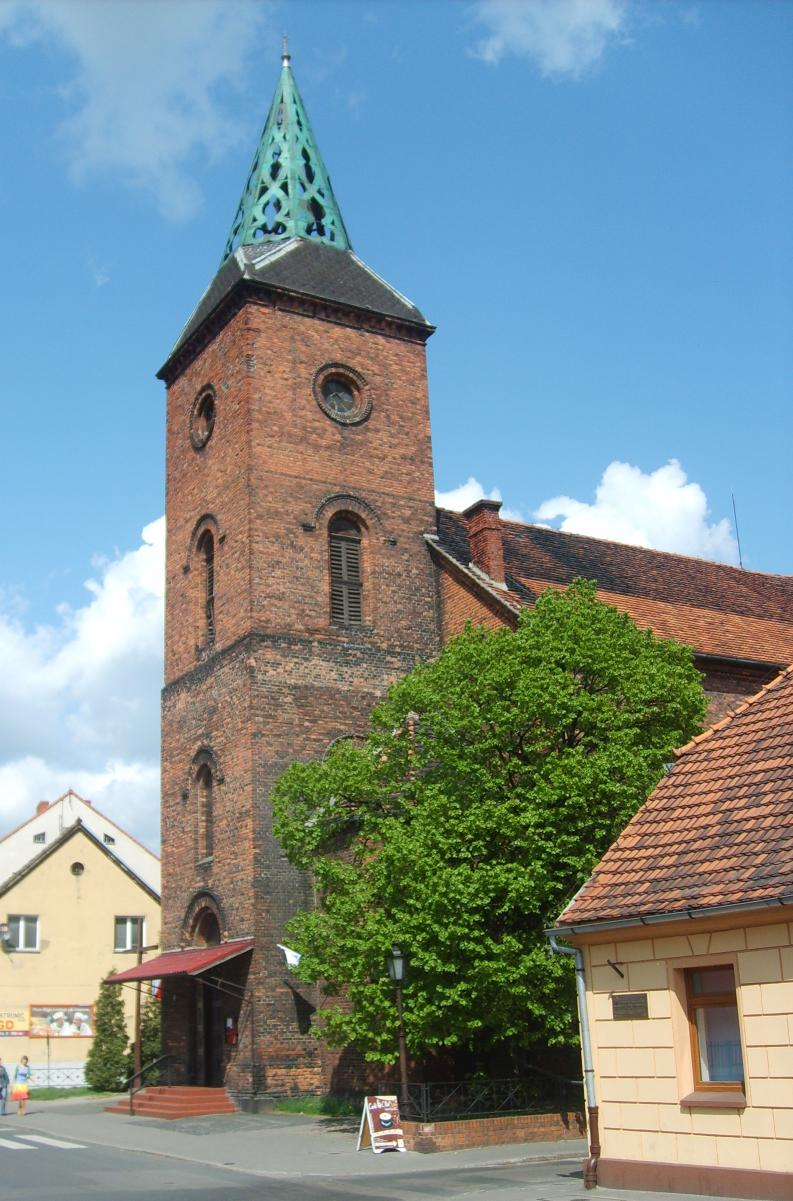
Iglesia de San Jorge.
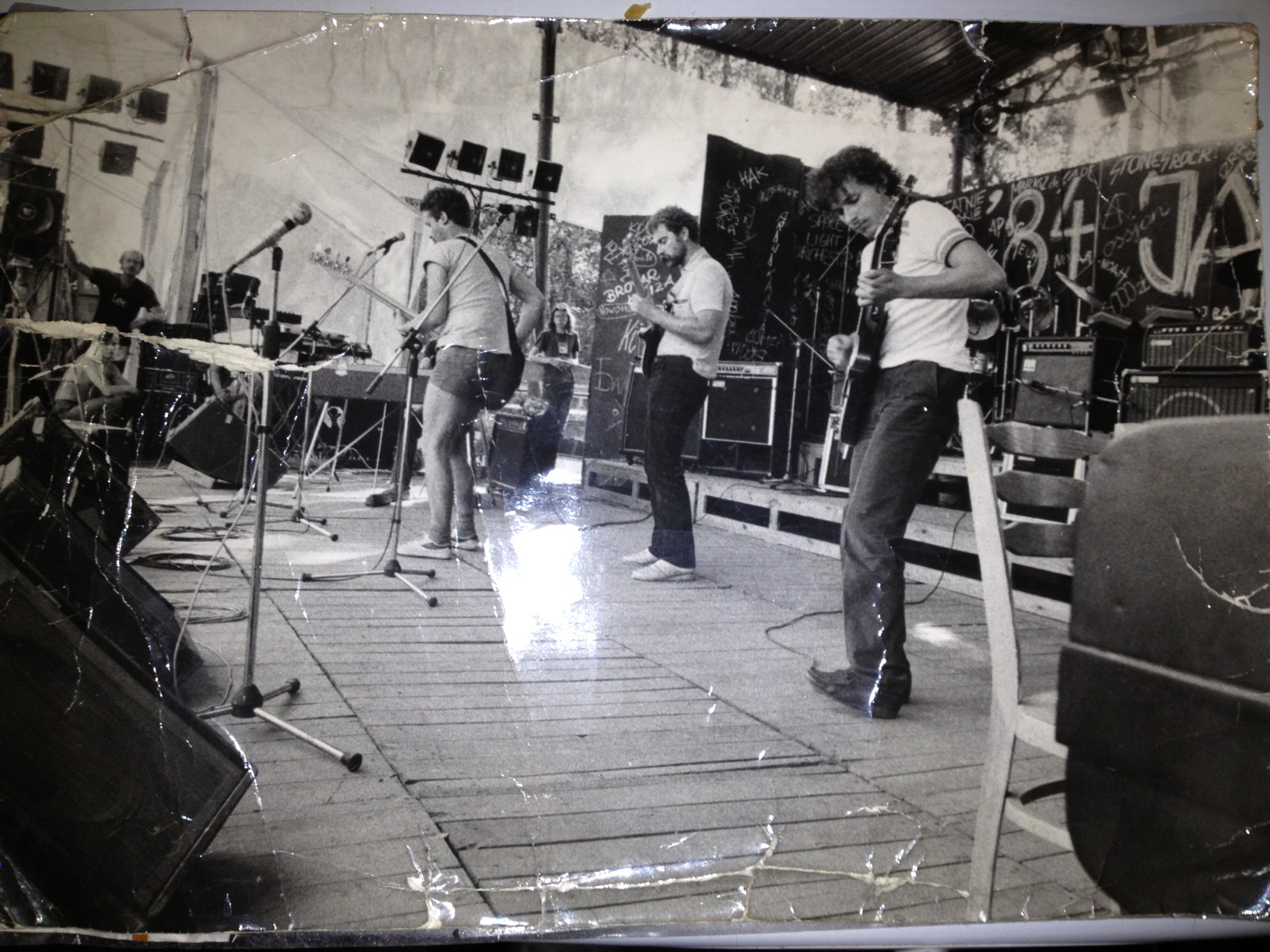
Jarocin Festiwal, 1984.
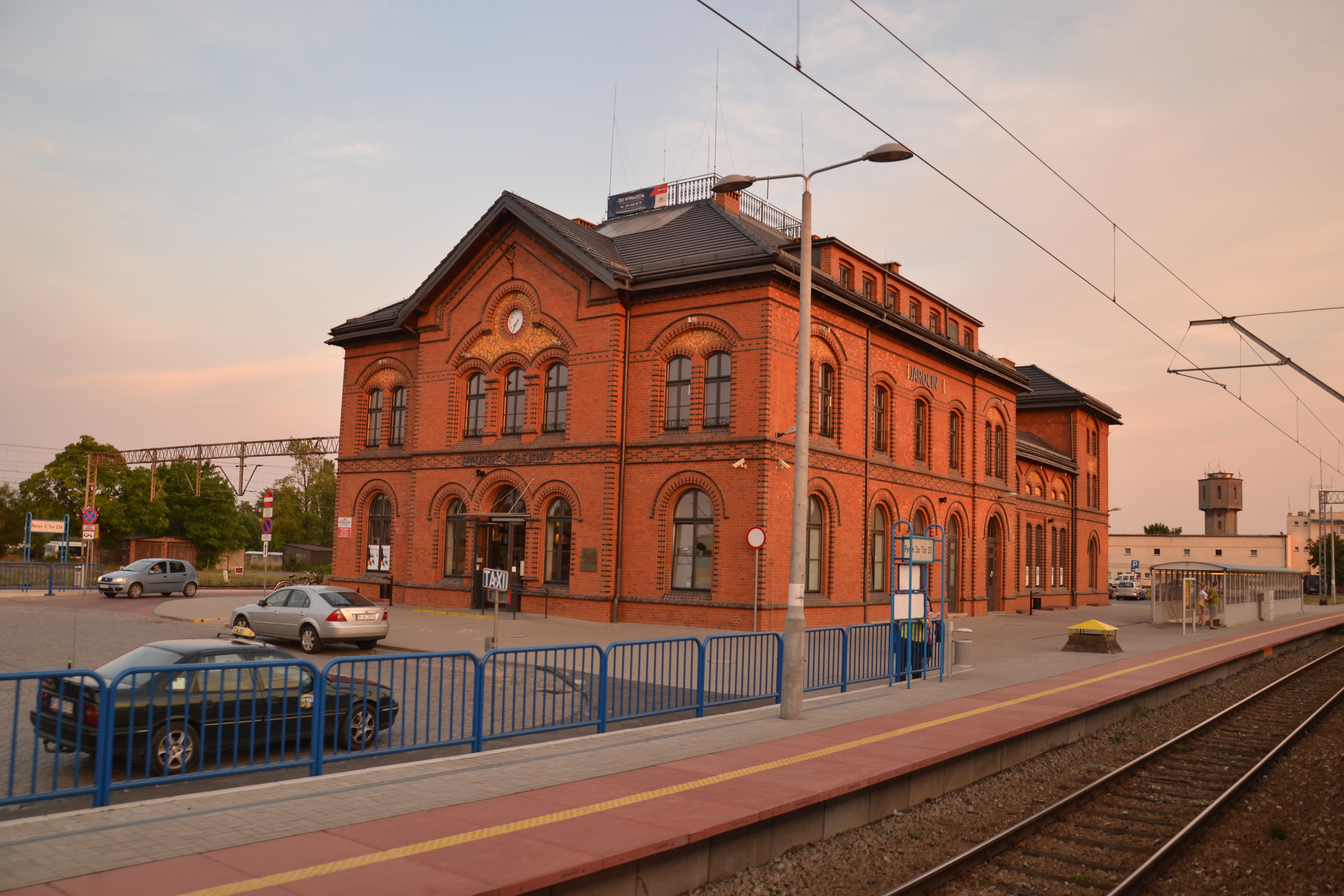
Estación de ferrocarril.

## Educación
- Wielkopolska Wyższa Szkoła Humanistyczno-Ekonomiczna

## Ciudades hermanas
Jarocin está hermanado con: 
- Libercourt, Francia
- Veldhoven, Holanda
- Hatvan, Hungría
- Schlüchtern, Alemania
- Oleksandriia, Ucrania
- Korkuteli, Turquía